# Weberbauerella
Weberbauerella es un género de plantas con flores con dos (tres) especies perteneciente a la familia Fabaceae.

## Especies
- Weberbauerella brongniartioides
- W chilensis Faundez et Saldivia
- Weberbauerella raimondiana